# Хаматё (станция)
Станция Хаматё (яп. 浜町駅 хаматё эки) — железнодорожная станция, расположенная в специальном районе Тюо, Токио. Станция обозначена номером S-10. Станция была открыта 21 декабря 1978 года. На станции установлены автоматические платформенные ворота.

## Планировка станции
1 платформа островного типа и 2 пути.
| 1 | ○ Линия Синдзюку | Бакуро-Ёкояма, Синдзюку, Сасадзука, Хасимото |
| 2 | ○ Линия Синдзюку | Мотоявата                                    |

## Окрестности станции
Станция расположена под парком Хаматё и рекой Сумида. Окрестности представляю собой смесь небольших офисных и жилых строений. Театр Мэйдзи-Дза находится в к западу от станции. Так же в районе станции расположены:
- штаб квартира компании SSP Co., Ltd.
- токийский офис компании Kagome Co., Ltd.
- мосты Син-Охаси и Киёсубаси
- Chūō Municipal Comprehensive Sports Center
- Chūō Municipal Nihonbashi Junior High School
- Hisamatsu Police Station
- Tokyo Television Center
- Button Museum

## Автобусы
Toei Bus: Хисамацутё
- Аки 26 до станции Касай

Edo Bus (Chūō City Community Bus): Хаматё Эки (Мэдзидза маэ)
- Северная петля до муниципалитета района Тюо

## Близлежащие станции
| «                           |                | Линия          |                | »              |
| Линия Синдзюку              | Линия Синдзюку | Линия Синдзюку | Линия Синдзюку | Линия Синдзюку |
| --------------------------- | -------------- | -------------- | -------------- | -------------- |
| Бакуро-Ёкояма               | Бакуро-Ёкояма  | Local          | Морисита       | Морисита       |
| Express: не останавливается |                |                |                |                |